# Musée préfectoral de Saga
Le musée préfectoral de Saga (佐賀県立博物館, Saga Kenritsu Hakubutsukan) ouvre ses portes en 1970 sur le site sannomaru du château de Saga dans la ville de Saga au Japon, en 1970. C'est un des nombreux musées au Japon financés par une préfecture.
Le musée présente des documents relatifs à l'histoire naturelle, l'archéologie, l'histoire, l'art, l'artisanat et le folklore de la préfecture de Saga,. À ses côtés se trouve le musée préfectoral d'art de Saga (佐賀県立美術館), ouvert en 1983 dans le cadre des célébrations commémoratives de la fondation de la préfecture de Saga.